# Hermann Knaur

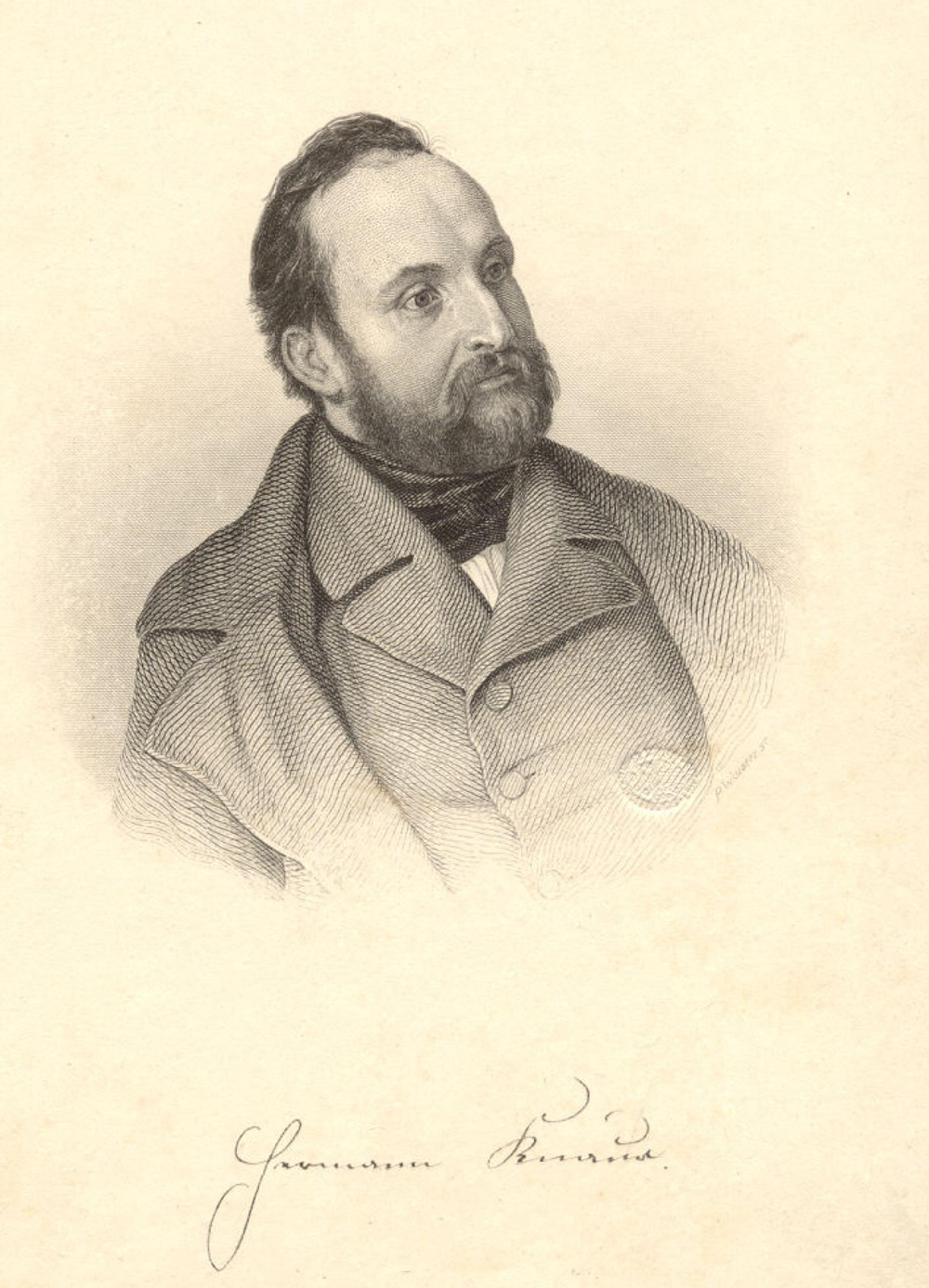
Hermann Knaur um 1840

Imanuel August Hermann Knaur (* 3. April 1811 in Leipzig; † 1. April 1872 ebenda) war ein deutscher Bildhauer.

## Leben
Hermann Knaur war der Sohn eines Lehrers. Er besuchte die Ratsfreischule in Leipzig. Nach dem frühen Tod seines Vaters ging er in eine vierjährige Lehre zu einem Töpfer. Leipziger Kunstfreunde wurden auf seine kleinen Arbeiten aufmerksam, die er aus Ton fertigte. Sie ermöglichten ihm einen Aufenthalt in Dresden, wo er drei Jahre bei Ernst Rietschel Bildhauerei studierte. Danach arbeitete er eine Zeit für Ernst Hähnel.
Seine erste selbständige Arbeit, Der Wanderer mit dem Hunde, kaufte der Sächsische Kunstverein. Der zweite Preis für den (nicht ausgeführten) Entwurf des Beethoven-Denkmals in Bonn war Anlass, ihm ein Stipendium für eine Reise von 1843 bis 1845 nach Italien zu gewähren. Hier in Rom entstanden die Marmorstatue „Ein Mädchen, das Tauben füttert“ und die Gruppe Kain und Abel aus Ton.
Nach seiner Rückkehr schuf Knaur verschiedene Leipziger Denkmäler, darunter das von Felix Mendelssohn Bartholdy gestiftete und von den Künstlern Eduard Bendemann, Ernst Rietschel und Julius Hübner entworfene erste Bach-Denkmal. Für das Schloss Miramare bei Triest schuf er im Auftrag von Erzherzog Ferdinand Maximilian von Österreich eine Reihe Büsten berühmter Männer. Er war Mitglied der Leipziger Freimaurerloge Minerva zu den drei Palmen.

## Werke (Auswahl)
- Der Wanderer mit dem Hunde
- Entwurf für das Beethoven-Denkmal in Bonn
- Ein Mädchen, das Tauben füttert
- Kain und Abel
- Altes Bach-Denkmal in Leipzig nach einem Entwurf von Eduard Bendemann, Ernst Rietschel und Julius Hübner (1843)
- Bekrönungsmodell des Napoleonsteins An der Tabaksmühle (1857)
- Skulptur des Ulrich von Hutten am herrschaftlichen Landsitz Huttenburg in Meißen (um 1857)[1]
- Bildschmuck am Plato-Dolz-Denkmal am Leipziger Dittrichring (1865, 1894 eingeweiht, Architektur Georg Weidenbach)
- Büste des Zöllner-Denkmals im Leipziger Rosental (1868)
- Leibniz-Büste für die Aula der Leipziger Universität
- Das Neue Gellert-Denkmal im Leipziger Rosental (1865, 1959 abgetragen)
- Lessing-Büste am Lessinghaus in Kamenz (1863)
- Statuette von G.W. Leipnitz, privat

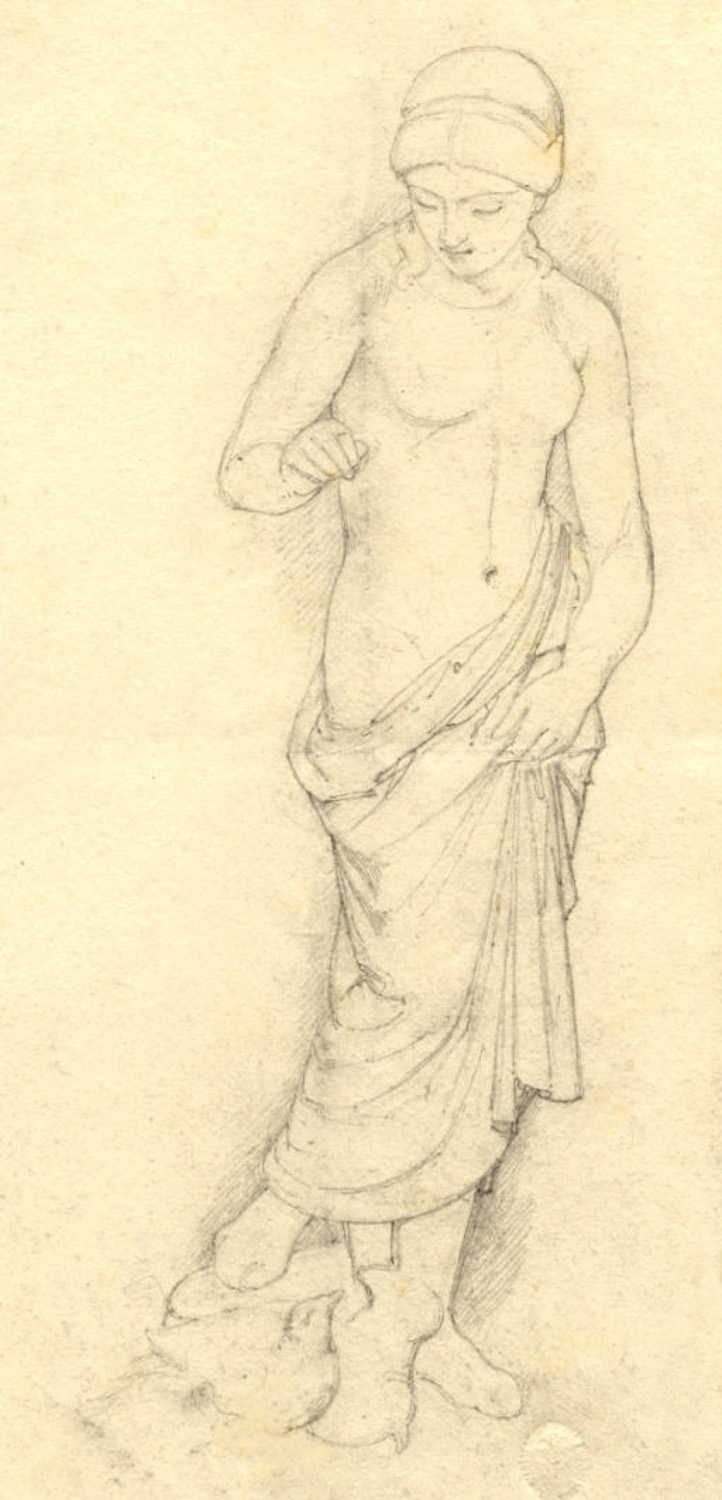
Zeichenstudie zu Tauben fütterndes Mädchen
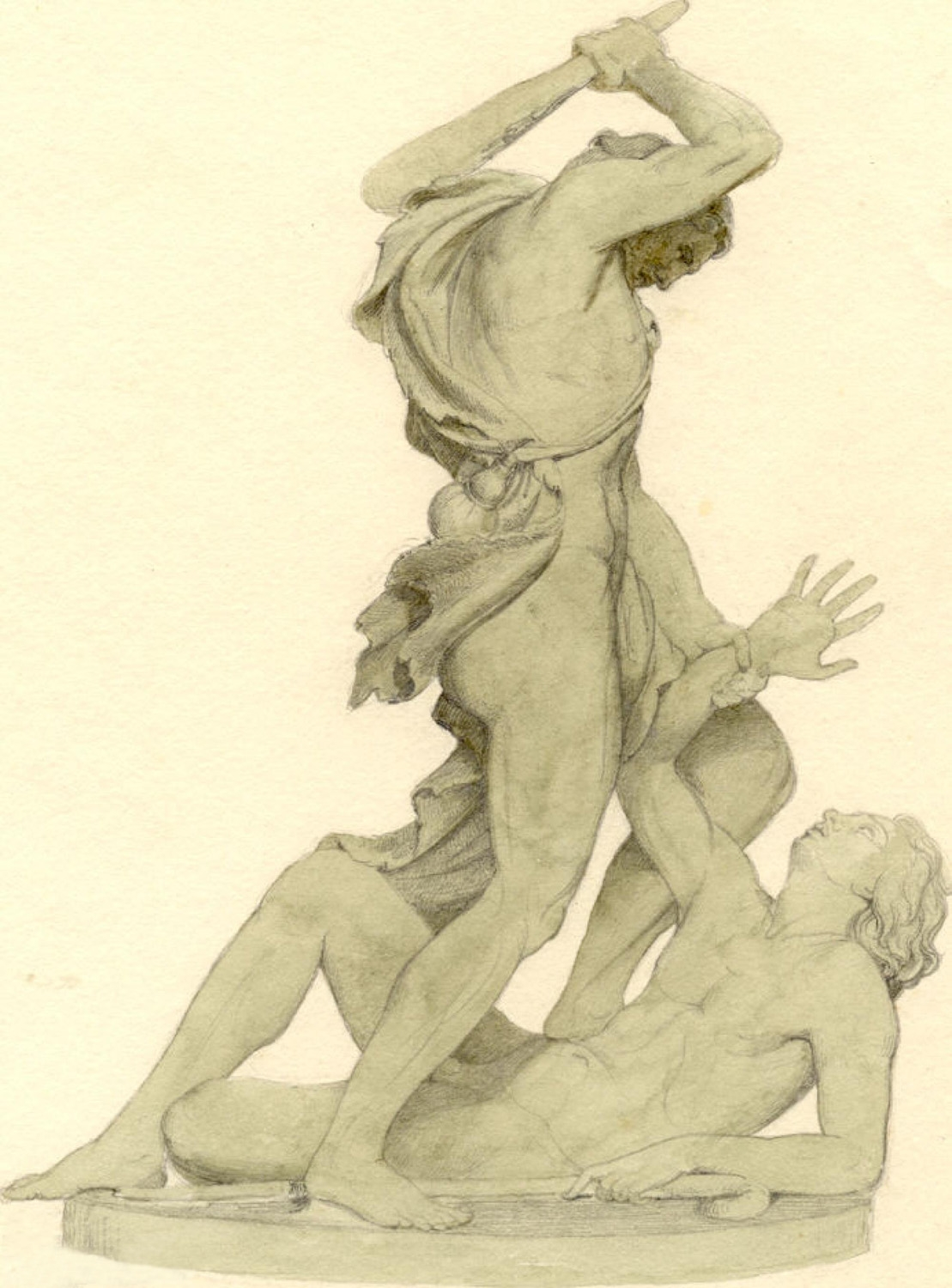
Entwurf zu Kain und Abel
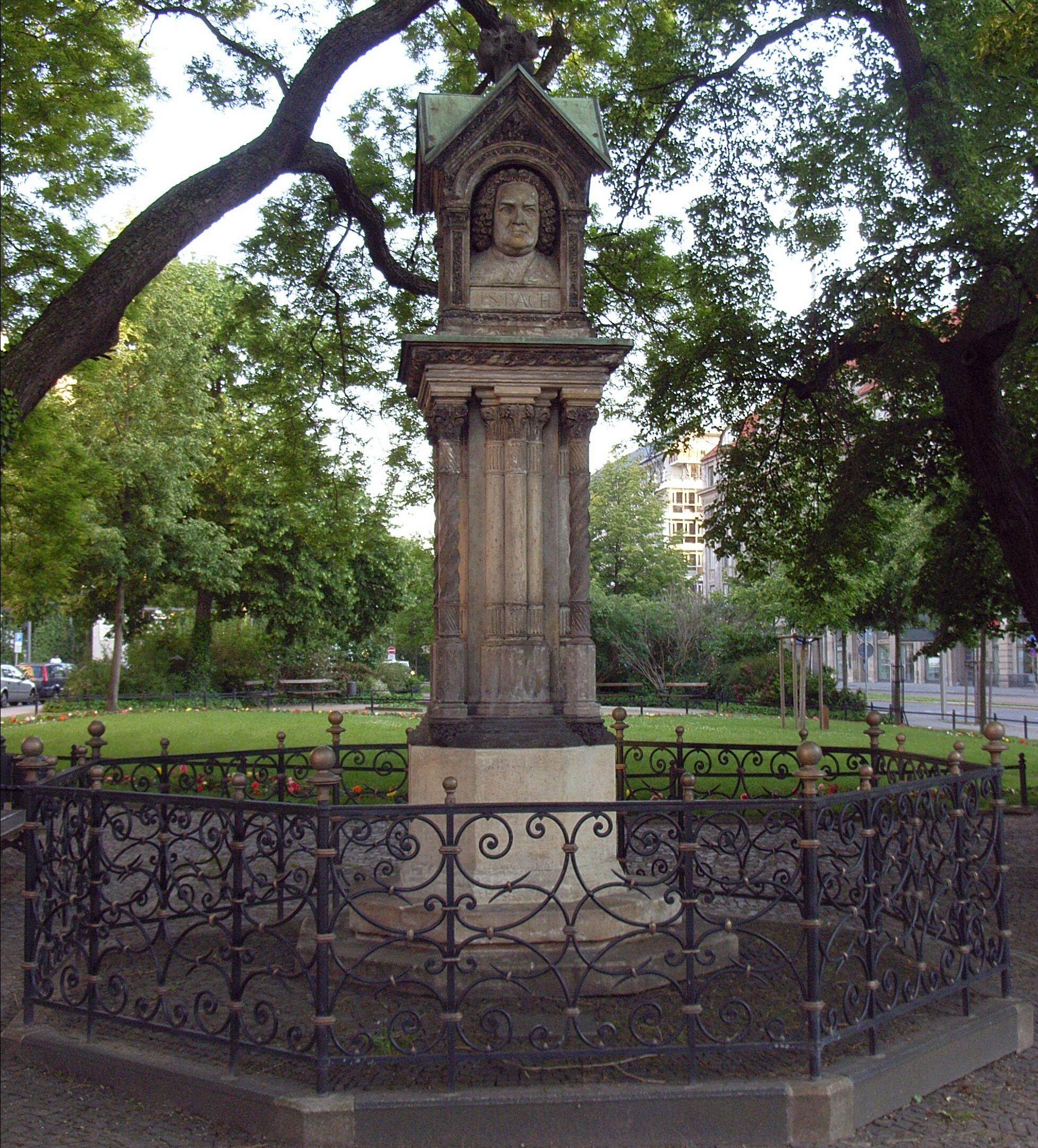
Altes Bach-Denkmal in Leipzig
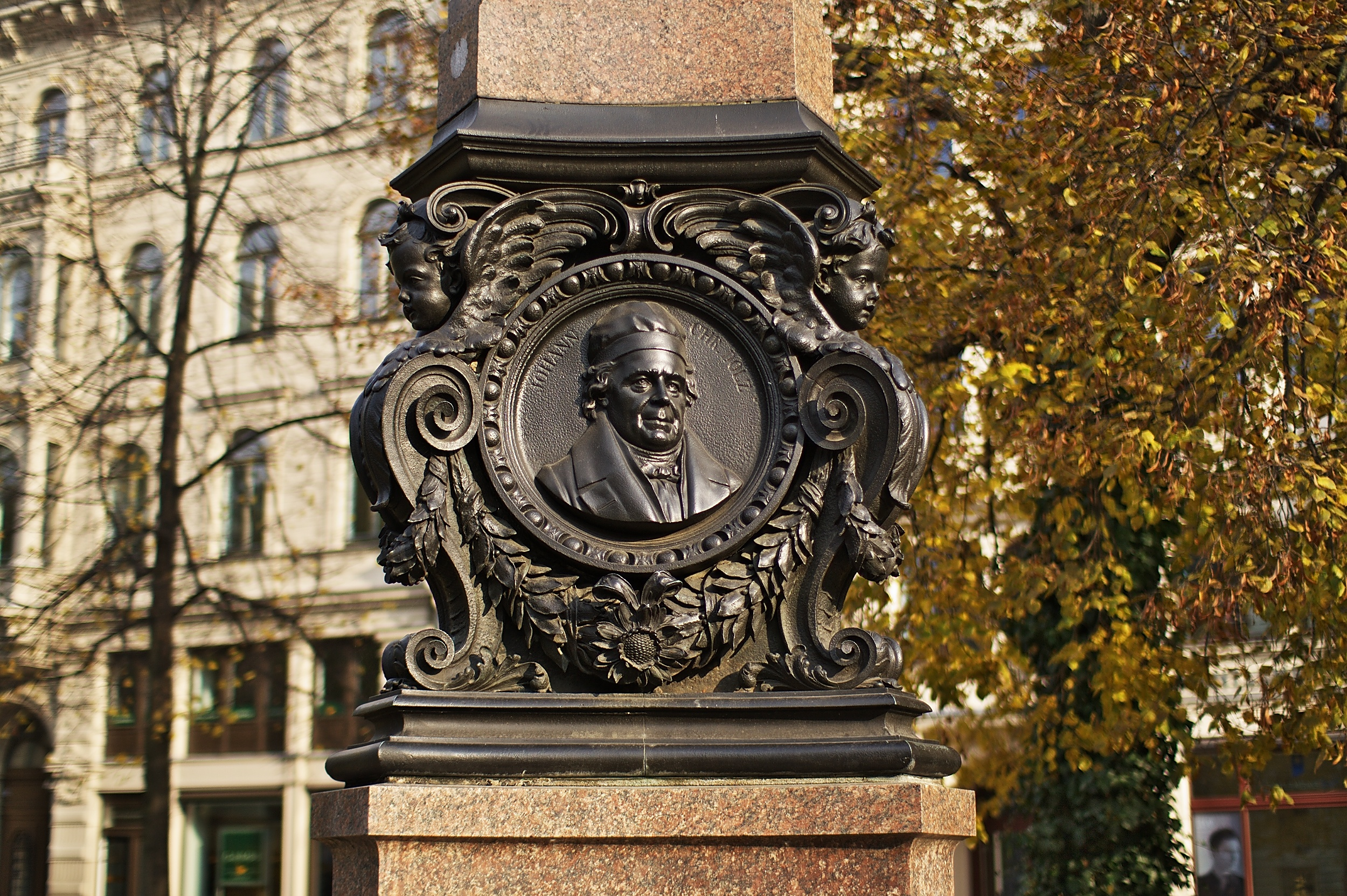
Am Plato-Dolz-Denkmal
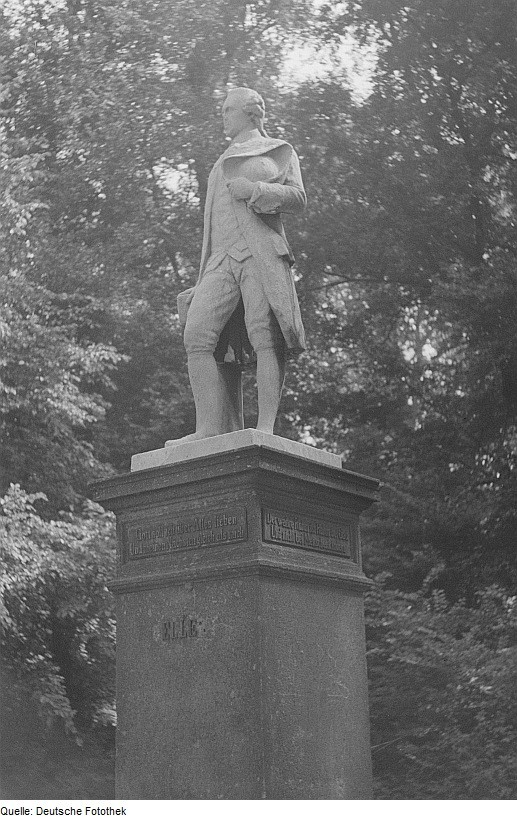
Ehemaliges Gellert-Denkmal im Rosental
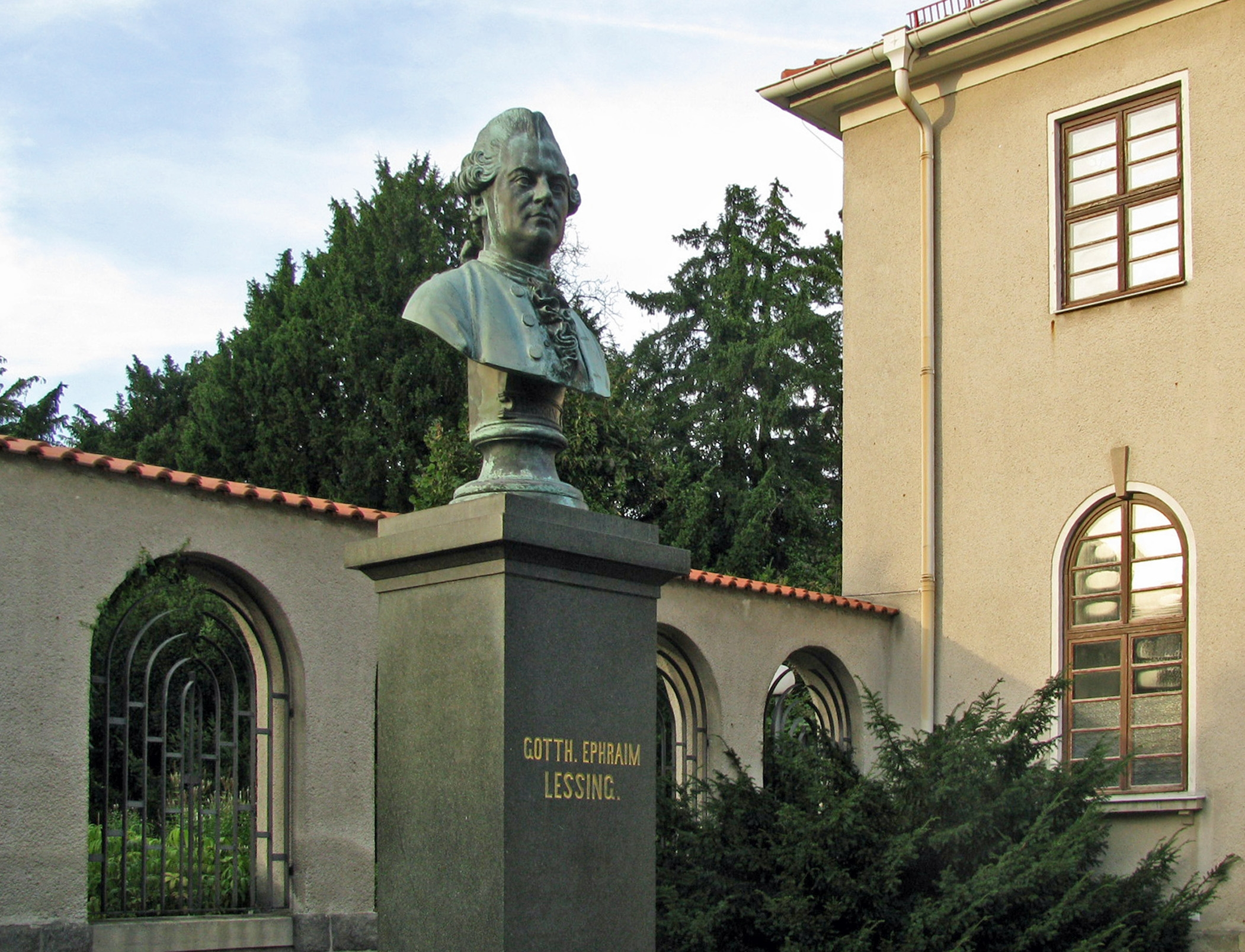
Lessing-Büste in Kamenz
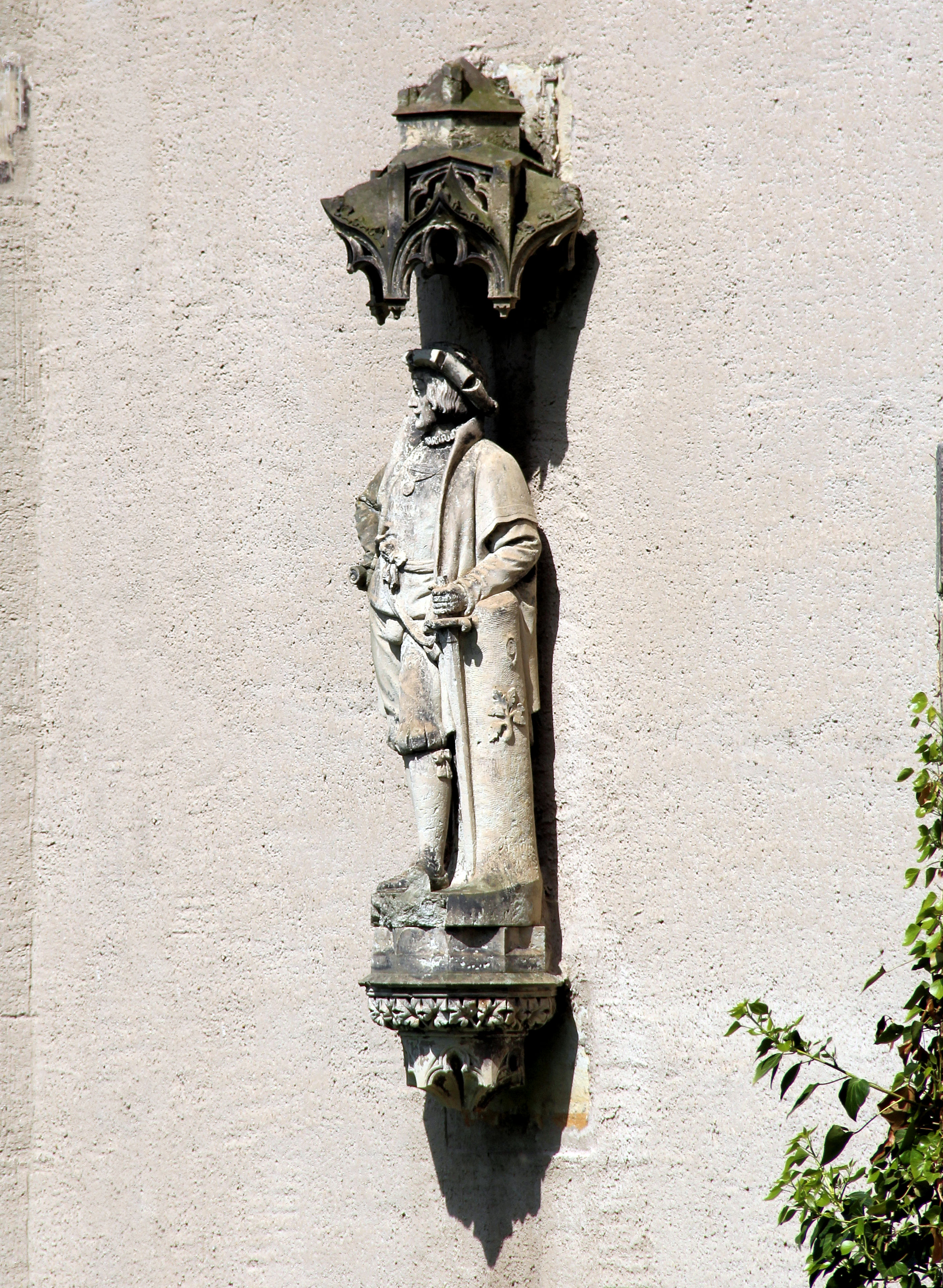
Statue des Ulrich von Hutten an der Huttenburg in Meißen